# صالح بن فیروز
صالح بن فیروز عَکّی (؟ - ۶۵۷م) شاعر، سوارکار نظامی بدوی حجازی در سدهٔ هفتم میلادی بود. از شاخهٔ بنی‌عک ازدی‌ها و در خدمت معاویه بود. در جنگ صفین همراه معاویه بود و به‌دست مالک اشتر در همان جنگ کشته شد.